# Ivar Jansson (1894–1972)
Bror Ivar Jansson, född 26 maj 1894 i Gällivare, död 2 juli 1972 i Kalix, var en svensk folkskollärare och socialdemokratisk riksdagspolitiker.
Jansson var ledamot av riksdagens andra kammare 1941–1960, invald i Norrbottens läns valkrets. Han är begravd på Älvkyrkogården i Kalix.